# Maurits Lammertink
Maurits Lammertink (Enter, Wierden, 31 d'agost de 1990) és un ciclista neerlandès que competeix professionalment des del 2010. Actualment corre per l'equip Katusha-Alpecin.

## Palmarès
- 2011
  - Vencedor d'una etapa al Czech Cycling Tour
- 2012
  - 1r a la Carpathia Couriers Path i vencedor d'una etapa
  - 1r al Zuid Oost Drenthe Classic
- 2014
  - 1r al Circuit de Valònia
  - 1r a la Parel van de Veluwe
  - Vencedor d'una etapa al Czech Cycling Tour
  - Vencedor d'una etapa a la Dookoła Mazowsza
- 2015
  - Vencedor d'una etapa al Tour del Llemosí
- 2016
  - 1r a la Volta a Luxemburg
- 2017
  - Vencedor d'una etapa a la Volta a Bèlgica

### Resultats al Giro d'Itàlia
- 2013. 155è de la classificació general
- 2018. 41è de la classificació general

### Resultats al Tour de França
- 2017. 75è de la classificació general

### Resultats a la Volta a Espanya
- 2018. No surt (8a etapa)